# Кировская керамика
Кировская керамика — российское предприятие по производству строительных материалов (санитарная керамика, керамическая плитка, техническая керамика) в городе Киров (Калужская область), старейшее предприятие города.

## История
В 1752 году Афанасий Абрамович Гончаров построил Нижне-Песоченский молотовый завод в Серпейском уезде Калужской губернии. Численность рабочих достигала 200 человек.
В 1853 году крупный промышленник Иван Акимович Мальцов купил и перепрофилировал Нижний Песоченский молотовый завод в Песоченскую фаянсовую фабрику. В 1899 «Товарищество производства фарфоровых и фаянсовых изделий» М. С. Кузнецова арендует, а впоследствии выкупает фабрику.
В начале XX века на Песоченском заводе работало около 1 тысячи человек. Годовой выпуск продукции составлял 500 тыс. рублей (данные 1912 г.). Завод производил чугунные печи, плиты, посуду котлы, в количестве 400 тыс. пудов в год.
В 1937 году Фаянсовая фабрика преобразована в Кировский завод строительного фаянса, а в 1938 году на заводе состоялся пуск крупнейшей в СССР и Европе туннельной обжиговой печи.
1947 г. Завод достигает довоенной мощности по выпуску основного вида продукции. За беспримерный трудовой героизм во время военных действий на территории Калужской области и в период восстановления разрушенного войной народного хозяйства предприятию было присвоено почетное звание «Трудовая слава Калужской области»
В 1983 году завод переименован в Кировский завод строительного фарфора.
С 2008 года переименован в ЗАО «Кировская керамика», которое в 2013 г. отметило 160-летие основания.

## Деятельность
На предприятии занято около 1 тыс. человек.
В 2012 году выпущено продукции на 2,2 миллиарда рублей, произведено около 2 млн штук санитарных керамических изделий, около 3,6 млн кв. м. керамической плитки. Продукция поставляется во все регионы России, страны СНГ и Западной Европы.
По итогам 2013 года в общем объёме отгруженной промышленной продукции района — 63 % приходится на долю предприятия. Ежегодно в основные фонды предприятия вкладывается более 150 млн.рублей. В июле 2013 года ЗАО «Кировская керамика» по итогам Национального бизнес-рейтинга заняло 1-е место в Российской Федерации в категории «Производство керамических санитарно-технических изделий».
В мае 2014 года «Кировская керамика» присвоено звание «Экспортер года 2014».
Помимо санитарной керамики на заводе производится облицовочная керамическая плитка, ассортимент которой насчитывает более 100 вариантов дизайна, керамический гранит, высокопрочные глиноземистые мелющие тела — цилиндры, керамическая посуда. Завод использует английские глины, немецкий гипс, финский полевой шпат, чешский каолин, испанскую фритту и химикаты, что позволяет получать более качественные изделия.